# 女盛りゲザデレタ
女盛りゲザデレタ（おんなざかりゲザデレタ）は、林寛子、大場久美子、あべ静江、沢田亜矢子の4人による熟女ユニットである。

## 概要
この「ゲザデレタ」なる謎のネーミングは、当時フジテレビで放送されていたバラエティ番組・「明石家マンション物語」の中で、明石家さんまと共演していた犬（セントバーナード）が文字の書かれたカードをくわえて持って来るというコーナーがあり、彼女らの為に、その犬がくわえて来たカードの文字を順に並べたもの。
4人が「明石家マンション物語」のコーナーにゲスト出演したことがきっかけで結成された。
デビュー曲の作曲はTMネットワークの木根尚登が手がけ、プロデュースは音楽プロデューサーの宮澤正人（jEo）、編曲はアレンジャーの鷹羽仁（後にクレイジーケンバンドに加入する高橋利光のアレンジャー名）が担当した、振り付けは当時大場と結婚したばかりのダンサー、高橋てつやが担当した。
プロジェクトリーダーは原一（Union Artiste）。

## 音楽

### シングル
1. Animal Blood / LOVE IS HERE（2000年6月21日、ガウスエンタテインメント、GRDO-25）
  - 両楽曲共に、作詞：白峰美津子／作曲：木根尚登／編曲：鷹羽仁